# Logopedics Phoniatrics Vocology
Logopedics Phoniatrics Vocology is een internationaal, aan collegiale toetsing onderworpen wetenschappelijk tijdschrift op het gebied van de logopedie. De naam wordt in literatuurverwijzingen meestal afgekort tot Logoped. Phoniatr. Vocol. Het wordt uitgegeven door Informa Healthcare namens de Nordisk samarbejdsråd for logopedi og foniatri en verschijnt 4 keer per jaar.